# Luciobarbus caspius
Luciobarbus caspius är en fiskart som först beskrevs av Berg, 1914.  Luciobarbus caspius ingår i släktet Luciobarbus och familjen karpfiskar. Inga underarter finns listade i Catalogue of Life.